# Tia Tanaka
Tia Tanaka (Indonézia, 1987. március 15. –) vietnámi-francia pornószínésznő és aktmodell. Édesanyja vietnámi és francia származású, édesapja vietnámi.

## Életrajz
Tanaka Indonéziában született, majd egyéves korában édesanyjával az USA-ba emigrált. New York-ban élt, később Kaliforniába költözött.
Tanaka Kitty Jung és Jasmine Mai pornószínésznőkkel járt középiskolába. Jung ajánlotta Tianak, hogy lépjen be a pornóiparba. Eleinte Sasha Lei és Mulan Wang néven tevékenykedett, később Ed Powers adta neki a Tia Tanaka nevet.
2006-ban elkezdte egyetemi pszichológiai tanulmányait.

## Díjai
- 2007 Adam Film World award – Legjobb ázsiai sztár[5]
- 2007 FAME Award finalist – Kedvenc női újonc[6]